# Affliction XXIX II MXMVI
Affliction XXIX II MXMVI – trzeci album studyjny polskiej grupy muzycznej Blindead. Wydawnictwo ukazało się 26 listopada 2010 roku w Polsce nakładem wytwórni muzycznej Mystic Production. Do płyty zostało dołączone opowiadanie Piotra Kofty, nawiązujące do tekstów. 
Oprawę graficzną przygotowała Katarzyna Sójka. Nagrania zostały zarejestrowane w gdyńskim studiu Sounds Great Promotion we współpracy z Kubą Mańkowskim. Prace nad płytą zostały udokumentowane krótkimi filmami które zostały opublikowane na oficjalnym profilu YouTube formacji. W plebiscycie "płyta roku 2010" według czytelników wortalu rockmetal.pl album zajął 3. miejsce. 
Wydawnictwo zajęło 4. miejsce w plebiscycie "najlepsza płyta w historii polskiego metalu" przeprowadzonym przez czasopismo Machina.

## Lista utworów
Opracowano na podstawie materiału źródłowego.
| Nr | Tytuł utworu                              | Słowa            | Muzyka   | Długość |
| -- | ----------------------------------------- | ---------------- | -------- | ------- |
| 1. | „Self-consciousness Is Desire and”        | Patryk Zwoliński | Blindead | 08:11   |
| 2. | „After 38 Weeks”                          | Patryk Zwoliński | Blindead | 04:12   |
| 3. | „My New Playground Became”                | Patryk Zwoliński | Blindead | 06:05   |
| 4. | „Dark and Gray”                           | Patryk Zwoliński | Blindead | 06:17   |
| 5. | „So, It Feels Like Misunderstanding When” | Jakub Demiańczuk | Blindead | 06:05   |
| 6. | „All My Hopes and Dreams Turn Into”       | Patryk Zwoliński | Blindead | 07:59   |
| 7. | „Affliction XXVII II MMIX”                | Patryk Zwoliński | Blindead | 07:18   |
|    |                                           |                  |          | 46:07   |

## Twórcy
Opracowano na podstawie materiału źródłowego.
| - Patryk Zwoliński – wokal prowadzący - Bartosz Hervy – instrumenty klawiszowe, produkcja, miksowanie - Mateusz Śmierzchalski – gitara, gitara basowa (utwory 2, 4), produkcja, miksowanie - Marek Zieliński – gitara - Piotr Kawalerowski – gitara basowa - Konrad Ciesielski – perkusja | - Bartek Reszetar – kontrabas (utwór 1) - Maciek Lubieniecki – trąbka (utwór 2) - Paweł Smakulski – instrumenty klawiszowe (utwór 4) - Jan Galbas – wokal wspierający (utwór 3) - Kuba Mańkowski – produkcja, miksowanie - Katarzyna Sójka – oprawa graficzna |